# Élections législatives est-allemandes de 1981
Des élections législatives ont lieu en République démocratique allemande (RDA, Allemagne de l'Est) le 14 juin 1981. Il s'agit de renouveler au suffrage universel l'ensemble des 500 membres de la Chambre du peuple (Volkskammer), le parlement monocaméral, à l'issue d'une législature de cinq ans.

## Système politique et électoral
La RDA est un État de facto à parti unique, avec un multipartisme encadré et aucune alternance politique. Les élections se déroulent selon le modèle de « démocratie populaire » développé en Union soviétique. Les citoyens sont appelés à accepter ou rejeter les candidats sélectionnés par les autorités - officiellement, désignés « par les partis et les organisations de masse ». Un candidat est élu s'il est approuvé par la majorité absolue des électeurs dans sa circonscription. Tous les partis politiques font partie du « Front national de la RDA » (Nationale Front der Deutschen Demokratischen Republik), coalition menée par le Parti socialiste unifié (Sozialistische Einheitspartei).
Tout citoyen de la RDA âgé d'au moins 18 ans le jour de l'élection et résidant dans le pays a le droit de voter et d'être élu à la Volkskammer, sauf s'il est sous tutelle, ou qu'il n'ait été privé de ses droits civiques par décision de justice. Les listes électorales sont établies au moins 21 jours avant le jour du scrutin et sont affichées publiquement pendant deux semaines. Les candidats à la Volkskammer sont désignés 30 à 40 jours avant le jour de l'élection par les partis et les organisations de masse, qui peuvent présenter leurs propositions dans une liste commune de candidats du Front national de la RDA. 
Les soixante-douze circonscriptions électorales élisent chacune entre quatre et huit députés, en fonction de leur population. Dans chaque circonscription, les autorités présentent une liste fermée comprenant un nombre de candidats supérieur ou égal au nombre de sièges à pourvoir. Une majorité relative des candidats appartient au Parti socialiste unifié ; les autres candidats, aux partis qui lui sont alliés au sein du Front national. Si tous les candidats dans une circonscription sont approuvés par les électeurs, les sièges sont alloués selon l'ordre des candidats sur la liste. « Si, dans une circonscription, moins de candidats qu'il n'y a de sièges à pourvoir obtiennent la majorité absolue, il est procédé à un second tour de scrutin dans les 90 jours afin de pourvoir tous les sièges. » . Si le nombre de candidats ayant obtenu cette majorité dépasse le nombre de sièges de la circonscription concernée, l'ordre des candidats sur la liste sur la liste électorale est décisif. Lorsque des sièges deviennent vacants en cours de législature, en raison par exemple du décès d'un député, les candidats approuvés mais non élus (en fin de liste) les remplacent. Lors de ce scrutin, les suppléants sont au nombre de 179.
Officiellement, voter n'est pas obligatoire, et l'élection se déroule à bulletin secret. En pratique, les pressions incitent les citoyens à voter, et à déposer un bulletin favorable dans l'urne sans passer par l'isoloir. En ceci, la RDA se conforme aux pratiques en vigueur en Union soviétique.
Outre le Parti socialiste unifié, le Front national comprend quatre autres partis politiques (l'Union chrétienne-démocrate, le Parti libéral-démocrate, le Parti national-démocrate et le Parti paysan démocratique) et diverses organisations de masse, qui défendent les intérêts de groupes sociaux spécifiques : la Confédération des syndicats libres allemands, la Ligue démocratique des femmes d’Allemagne, la Jeunesse libre allemande, et l'Union culturelle de la RDA.

### Forces en présence
| Partis politiques | Partis politiques                                         | Idéologie                          |
| ----------------- | --------------------------------------------------------- | ---------------------------------- |
|                   | Parti socialiste unifié Sozialistische Einheitspartei     | marxisme-léninisme, communisme     |
|                   | Union chrétienne-démocrate Christlich Demokratische Union | socialisme chrétien                |
|                   | Parti libéral-démocrate Liberal-Demokratische Partei      | socialisme libéral                 |
|                   | Parti paysan démocratique Demokratische Bauernpartei      | socialisme agrarisme               |
|                   | Parti national-démocrate Nationaldemokratische Partei     | socialisme, national-conservatisme |

## Contexte
Les élections de 1981 pour la Volkskammer ont coïncidé avec celles des quatorze assemblées régionales du pays et de l'assemblée municipale de Berlin-Est. 

## Résultats
|                                                              |                                                                                 |                                                              |                                           |               |       |               |               |  |  |  |  |  |
| Partis et autres organisations politiques                    | Partis et autres organisations politiques                                       | Partis et autres organisations politiques                    | Partis et autres organisations politiques | Voix          | %     | Sièges        | +/-           |  |  |  |  |  |
|                                                              |                                                                                 | Parti socialiste unifié Sozialistische Einheitspartei        | SED                                       |               |       | 127           | en stagnation |  |  |  |  |  |
|                                                              | Confédération des syndicats libres allemands Freier Deutscher Gewerkschaftsbund | FDGB                                                         | 68                                        | en stagnation |       |               |               |  |  |  |  |  |
|                                                              | Union chrétienne-démocrate Christlich Demokratische Union                       | CDU                                                          | 52                                        | en stagnation |       |               |               |  |  |  |  |  |
|                                                              | Parti libéral-démocrate Liberal-Demokratische Partei                            | LDPD                                                         | 52                                        | en stagnation |       |               |               |  |  |  |  |  |
|                                                              | Parti paysan démocratique Demokratische Bauernpartei                            | DBD                                                          | 52                                        | en stagnation |       |               |               |  |  |  |  |  |
|                                                              | Parti national-démocrate Nationaldemokratische Partei                           | NDPD                                                         | 52                                        | en stagnation |       |               |               |  |  |  |  |  |
|                                                              | Jeunesse libre allemande Freie Deutsche Jugend                                  | FDJ                                                          | 40                                        | en stagnation |       |               |               |  |  |  |  |  |
|                                                              | Ligue démocratique des femmes d'Allemagne Demokratischer Frauenbund             | DFD                                                          | 35                                        | en stagnation |       |               |               |  |  |  |  |  |
|                                                              | Union culturelle de la RDA Kulturbund der DDR                                   | KB                                                           | 22                                        | en stagnation |       |               |               |  |  |  |  |  |
| Total Front national de la République démocratique allemande | Total Front national de la République démocratique allemande                    | Total Front national de la République démocratique allemande | 12 235 515                                | 99,86         | 500   | en stagnation |               |  |  |  |  |  |
|                                                              | Contre                                                                          | Contre                                                       | Contre                                    | 16 613        | 0,14  | 0             | en stagnation |  |  |  |  |  |
|                                                              |                                                                                 |                                                              |                                           |               |       |               |               |  |  |  |  |  |
| Votes blancs et nuls                                         | Votes blancs et nuls                                                            | Votes blancs et nuls                                         | Votes blancs et nuls                      | 2 878         | 0,02  |               |               |  |  |  |  |  |
| Total                                                        | Total                                                                           | Total                                                        | Total                                     | 12 252 128    | 100   | 500           | en stagnation |  |  |  |  |  |
| Participation                                                | Participation                                                                   | Participation                                                | Participation                             | 12 255 006    | 99,21 |               |               |  |  |  |  |  |

## Analyses

### Répartition des députés par catégories professionnelles
| Catégorie professionnelle                                                          | Nombre    | +/- | %     |
| ---------------------------------------------------------------------------------- | --------- | --- | ----- |
| Ouvriers                                                                           | 236 / 500 | 1   | 47,20 |
| Intellectuels                                                                      | 115 / 500 | 39  | 23,0  |
| Employés (salariés)                                                                | 89 / 500  | 38  | 17,80 |
| Membres des coopératives de production agricole, paysans individuels et jardiniers | 52 / 500  | 8   | 10,40 |
| Autres                                                                             | 8 / 500   | 6   | 1,60  |

### Répartition des députés suivant le sexe
| Genre  | Nombre    | +/- | %     |
| ------ | --------- | --- | ----- |
| Hommes | 338 / 500 | 6   | 67,60 |
| Femmes | 162 / 500 | 6   | 32,40 |

### Répartition des députés par classes d'âge
| Âge            | Nombre    | +/- | %     |
| -------------- | --------- | --- | ----- |
| 18-20 ans      | 12 / 500  | 3   | 2,40  |
| 21-25 ans      | 34 / 500  | 9   | 6,80  |
| 26-30 ans      | 19 / 500  | 1   | 3,80  |
| 31-40 ans      | 63 / 500  | 14  | 12,60 |
| 41-50 ans      | 128 / 500 | 72  | 25,60 |
| 51-65 ans      | 205 / 500 | 75  | 41,0  |
| Plus de 65 ans | 39 / 500  | 6   | 7,80  |

## Suites

### Gouvernement
Le 25 juin, la nouvelle assemblée siège pour la première fois, et réélit Willi Stoph au poste de président du Conseil des ministres.

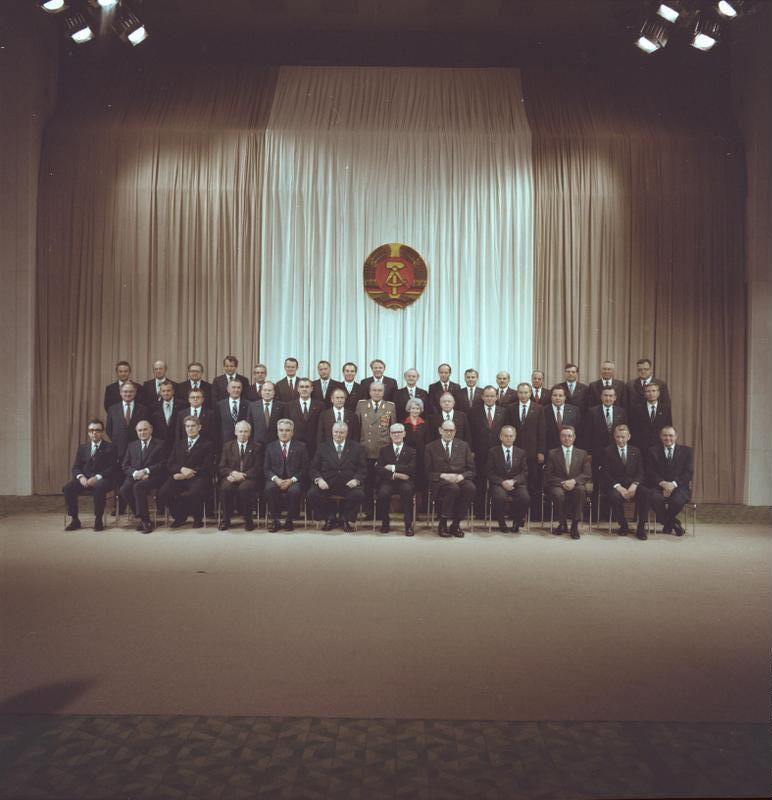
Photo de famille du 8e conseil des ministres.